# Nebenbetrieb (Handwerk)
Ein Nebenbetrieb ist im Sinn von §§ 2 Nr. 2 bis 3, 3 der deutschen Handwerksordnung ein organisatorisch verselbständigter Teil eines Hauptbetriebs, für den die Handwerksordnung und damit der Meisterzwang gilt, wenn er nicht lediglich in unerheblichem Umfang tätig wird oder Hilfsbetrieb ist.
Ein unerheblicher handwerklicher Nebenbetrieb liegt vor, wenn in dem Hilfsbetrieb die durchschnittliche Arbeitszeit während eines Jahres die eines ohne Hilfskräfte Vollzeit arbeitenden Betriebs des betreffenden Handwerkszweigs nicht übersteigt (§ 3 Abs. 2). Bis zur Handwerksnovelle 2004 musste auch der durchschnittliche Umsatz des Hilfsbetriebs geringer sein als im ohne Hilfskräfte Vollzeit arbeitenden Betriebs des betreffenden Handwerkszweigs.
In der Entscheidung 1 BvR 608/99 vom 31. März 2000 hat das Bundesverfassungsgericht darauf hingewiesen, dass die empfindlichen Eingriffe der Handwerksordnung in die Berufsfreiheit erforderlich machen, dass die Ausnahmevorschriften  in § 3 HwO das ihnen von Verfassung wegen zukommende Gewicht beigemessen wird d. h. großzügig ausgelegt werden.